# ロンドン海軍軍縮会議

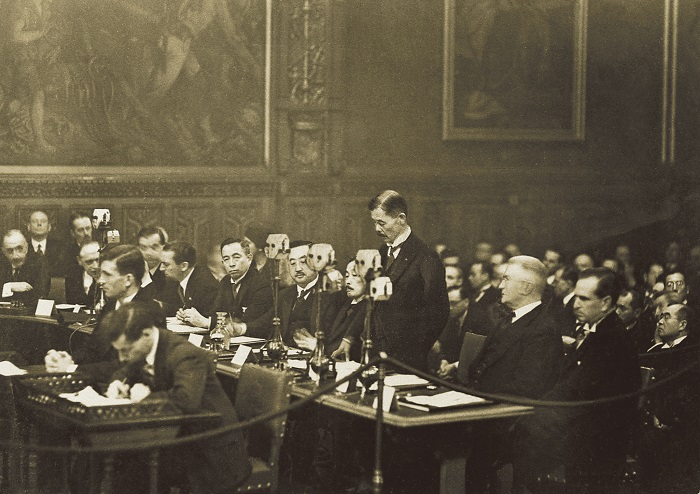
1930年1月21日、会議の初日に演説する若槻礼次郎

ロンドン海軍軍縮会議（ロンドンかいぐんぐんしゅくかいぎ、英: London Naval Conference of 1930）は、1930年（昭和5年）に開催された列強海軍の補助艦保有量の制限を主な目的とした国際会議。イギリス首相ラムゼイ・マクドナルドの提唱により、イギリスのロンドンで開かれた。開催期日は1月21日から4月22日。
当初、イギリス、日本、アメリカ、フランス、イタリアの第一次世界大戦の戦勝国である五大国、かつ五大海軍国により会議がもたれたが、フランスおよびイタリアは潜水艦の保有量制限などに反発し、結局部分的な参加にとどまった。

## 背景

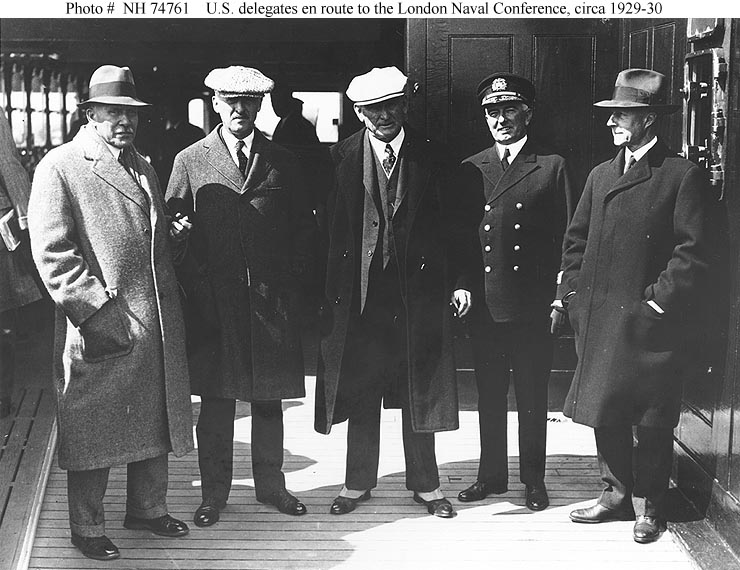
1930年1月、会議に参加するアメリカ全権代表団

1922年（大正11年）に締結したワシントン海軍軍縮条約（以下前条約）では、戦艦に制限が設けられたが、巡洋艦以下の補助艦艇は建造数に関しては無制限であった。この結果、各国とも条約内で可能な限り高性能な艦、いわゆる「条約型巡洋艦」を建造することになる。
1927年にジュネーブ海軍軍縮会議において今度は補助艦の制限について討議が行われたが、イギリスの個艦規制主義とアメリカの比率主義が対立したため決裂に終わっていた。その後1929年6月14日、英米間予備交渉において進展があったため、各国を招請してロンドン海軍軍縮会議を開催する運びとなった。
日本の濱口内閣は放漫財政の整理を掲げ、さらに日露戦争の際に発行した国債の借換え時期を控えていた。このため、他の列強との協調を維持しつつ、軍縮による軍事費の削減を実現することに対し積極的であった。
会議の背景として、1928年にパリ不戦条約が結ばれるなどして軍縮機運が高まっていたことも挙げられる。

## ロンドン海軍軍縮条約
海軍兵器の制限と削減のための国際条約（英：International Treaty for the Limitation and Reduction of Naval Armament）、通称：ロンドン海軍軍縮条約（英：London Naval Treaty）は、1930年4月22日に署名されたイギリス、日本、フランス、イタリア、およびアメリカ合衆国で締結された多国間協定。各国の水上艦(Surface combatant)にトン数制限を設けた1922年のワシントン海軍軍縮条約、新しい協定は海底戦争(Submarine warfare)を規制し、巡洋艦と駆逐艦をさらに統制し、海軍造船を制限した。
1930年10月27日にロンドンで批准が交換され、同日、条約が発効したが、ほとんど効果がなかった。
この条約は、1931年2月6日に「League of Nations Treaty Series」に登録された。

### 内容
日本側は若槻禮次郎元総理を首席全権、斎藤博外務省情報局長を政府代表として派遣、またイギリスもラムゼイ・マクドナルド首相、アメリカもヘンリー・スティムソン国務長官を派遣して交渉に当たらせた。先のジュネーヴ会議では軍人を主としたため高度な政治的判断による妥協が望めなかったことを反省しての人事だった。それでも交渉は各国の意見が対立して難航したが、前条約を基本としつつロンドン海軍軍縮条約は最終的に以下のように決定した。
戦艦
艦建造中止措置の5年延長、および既存艦の削減。これにより、イギリスの「ベンボウ」「マールバラ」「アイアン・デューク」「エンペラー・オブ・インディア」「タイガー」、アメリカの「ユタ」「フロリダ」「ワイオミング」、日本の「比叡」を廃艦とした。ただし「アイアン・デューク」「ワイオミング」「比叡」の三艦は武装・装甲・機関の一部を軽減することを条件に練習戦艦としての保有が認められた。
航空母艦
従前は条約外であった1万トン以下の空母も前条約の規定の範囲とした。
巡洋艦
上限排水量は前条約のままだが、下限排水量は1850トンを上回ることとなり合計排水量も規定。その種類もはっきりと分けることになった。
カテゴリーa（通称：重巡洋艦）
備砲は6.1インチより大きく8インチ以下。
合計排水量は、米18万トン、英14万6800トン、日10万8400トン。比率で10.00：8.10：6.02とした。
カテゴリーb（通称：軽巡洋艦）
備砲は5.1インチより大きく6.1インチ以下。
合計排水量は、米14万3500トン、英19万2200トン、日10万0450トン。比率で10.0：13.4：7.0とした。
駆逐艦
備砲は5.1インチ以下。排水量は600トンを超え1850トン以下。合計排水量の16パーセント分のみ1500トン以上の艦を建造可能（米英ならば24,000トン、日本ならば16,880トンの枠内）。
合計排水量は、米15万トン、英15万トン、日10万5500トン。比率で10：10：7.03とした。
駆逐艦のみこのような複雑な規定となっているのは、日本が保有する吹雪型（特型）駆逐艦のような大型駆逐艦を制限するためである。
潜水艦
上限排水量は2000トン、備砲は5.1インチ以下。3艦に限り2800トンで6.1インチ以下。
合計排水量は、各国とも5万2700トンとした。
3艦のみの特別措置は、アメリカの潜水艦「ノーチラス」「ノーワール」「アルゴノート」の保有を維持するためである。
その他
日本の補助艦全体の保有率を対米比、6.975とした。
排水量1万トン以下かつ速力20ノット以下の特務艦、排水量2000トン以下で速力20ノット以下かつ備砲6.1インチ砲4門以下の艦、および排水量600トン以下の艦は無制限となった。

## 影響
日本政府としては、当初は対英米7割を希望したが、アメリカの要望に応じて0.025割を削ることで対英米6.975割とする妥協案をアメリカから引き出せたことで、この案を受諾する方針であり、海軍省内部でも賛成の方針であった 。軍令部は重巡洋艦保有量が対アメリカ6割に抑えられたことと、潜水艦保有量が希望量に達しなかったことの2点を理由に条約拒否の方針を唱えた。
さまざまな曲折を経て、1930年10月1日の枢密院本会議は、満場一致で条約を可決し、翌日の10月2日、正式に条約が批准された。ロンドン海軍軍縮条約の批准にはこぎつけたものの、海軍内部ではこの過程において条約に賛成する「条約派」とこれに反対する「艦隊派」という対立構造が生まれた。濱口内閣の蔵相の井上準之助が緊縮財政を進め、海軍の予算を大幅に削減したことも艦隊派の不満を高めた。
希望量を達成できずに条約に調印してしまったこと、フランス等のように日本も条約を部分参加にとどめなかったことに対し、一部マスコミや野党から批判が噴出した。野党・立憲政友会の犬養毅や鳩山一郎らや、枢密院の伊東巳代治や金子堅太郎などの枢密顧問官は、大日本帝国憲法第11条の「天皇ハ陸海軍ヲ統帥ス」（統帥大権）を盾に、政府が統帥権事項である兵力量（軍政権）を天皇（＝統帥部）の承諾無しに決めたのは憲法違反だとする、いわゆる「統帥権干犯問題」を提起した。濱口内閣は民政党が衆議院の多数を占めていたことを背景に、条約批准にこぎつけることができたが、この時に与野党の政争のために統帥権を持ちだしたことにより、議会は後に統帥権を主張する軍部の独走を押さえられなくなる。不平等条約であるとして憤慨した者の中には抗議の自殺をした海軍少佐草刈英治や、血盟団事件、五・一五事件などテロ事件の首謀者らがいた。
新造艦艇を条約の制限内に納めるための無理な設計の結果、日米では重心があがったトップヘビー構造の艦が建造され、復原性の不足から日本国内で友鶴事件・第四艦隊事件を引き起こす原因となる。1935年12月に第2回の会議が開催されたが、日本は翌1936年1月15日に脱退し、軍縮時代は終わった。
本条約によって定められた艦種の定義（特に巡洋艦の軽重の区分）は、本条約の失効以後も国際的な慣習として継続した。

## その他
調印式での署名には並木製作所（現パイロットコーポレーション）の蒔絵万年筆が使用された。
岡本一平が朝日新聞の特派員として会議の取材に行くことになり、息子の岡本太郎も東京美術学校を休学し渡欧、一平が帰国後も太郎だけは約10年間をパリで過ごした。